# Зуєв Павло Павлович
Павло Павлович Зуєв  — український військовик, генерал-лейтенант, кандидат технічних наук. Від липня 2021 року тимчасово виконуючий обов'язки начальника Військової служби правопорядку у Збройних Силах України — начальника Головного управління Військової служби правопорядку Збройних Сил України.

## Життєпис
Народився у 1962 році у селі Бобаріка Крупського району Мінської області.
У 1984 році закінчив Мінське вище інженерне зенітне ракетне училище ППО. Офіцерську службу розпочав начальником радіотехнічного відділення. З 1984 по 1994 рік проходив службу на посадах начальника радіотехнічного відділення, заступника командира дивізіону з озброєння — командира радіотехнічної батареї, командира зенітного ракетного дивізіону, командира окремого зенітного ракетного дивізіону.
У 1996 році закінчив Харківський військовий університет. Далі проходив службу на посадах старшого офіцера відділення бойової підготовки відділу ЗРВ 28 корпусу ППО, начальника штабу — заступника командира 1200 зенітного ракетного полку 28 корпусу ППО, командира 1200 зенітного ракетного полку 28 корпусу ППО, командира 62 зенітної ракетної бригади 28 корпусу ППО, начальника відділення оперативного планування (бойового застосування) — заступника начальника оперативного відділу штабу 28 корпусу ППО.
У 2007 році отримав звання генерал-майора перебуваючи на посаді начальнику штабу — першого заступника командира повітряного командування «Центр» Повітряних Сил Збройних Сил України.
З 2008 по 2017 рік — командир Повітряного командування «Південь».
У грудні 2017 по 2020 рік  — заступник командувача з бойової підготовки — начальник управління бойової підготовки Командування Повітряних Сил ЗС України.
У 2020 році призначений на посаду заступника начальника Генерального штабу Збройних Сил України.

## Нагороди
За особистий внесок у зміцнення обороноздатності Української держави, зразкове виконання військового обов'язку, високий професіоналізм, відзначений:
- орденом Данила Галицького[5]